# Візентальбан
Візентальбан (нім. Wiesentalbahn) — електрифікована залізниця завдовжки 27,2 км у німецькому Баден-Вюртемберзі поблизу швейцарського міста Базель. Обслуговується лінією S6 Basel Regional S-Bahn. 

Прямує вздовж річки Візе від станції Базель-Бадішер до Целля (Візенталь). 
Управляється Швейцарськими федеральними залізницями (SBB CFF FFS) та DB InfraGO.

## Історія
Залізниця побудована як перша приватна залізниця у Великому герцогстві Баден компанією «Wiesenthalbahn-Gesellschaft» та відкрита 7 червня 1862 року до Шопфгайму довжиною 20 км. 
5 лютого 1876 року «Schopfheim-Zeller Eisenbahn-Gesellschaft» продовжила її вгору по долині як «Hintere Wiesenthalbahn».
7 липня 1889 року відкрита вузькоколійна залізниця, що належала Баденському залізничному консорціуму Германа Бахштейна, пізніше перейменованому на Південнонімецьку залізничну компанію — залізниця Целль-ім-Візенталь — Тодтнау.
Оскільки Німецька імперія вимагала від Великого герцогства Баден побудувати ефективну залізницю від Вайль-на-Рейні до Зекінгена з військових міркувань (щоб уникнути перетину терену Швейцарії), включно з чинною дільницею Леррах – Шопфгайм, уся залізниця від Базеля до Целля перейшла під оруду уряду Бадена та включена до складу Державної залізниці Великого Герцогства Баден. 
1 січня 1889 року право власності перейшло на дільниці до Шопфгайма, а через рік – до Целля. 
Це була одна з перших ліній у Німеччині, яку електрифіковано в 1913 році разом із Вератальбаном через її стратегічне значення та велику кількість гідроелектроенергії, доступної поблизу.
Спочатку використовувалася однофазна змінна напруга 15 кіловольт і частотою 15 герц , яку постачала Аугст-Віленська гідроелектростанція. 
Використовувалися спеціально розроблені локомотиви Баденської державної залізниці, а також прусський ES 2 до 1927 року. 
Попри те, що частоту було збільшено до стандарту 16⅔ Герц в 1936 році, електрична тяга була ізольованою операцією до 1955 року. 

Залізницею активно користувалися робітники, які їздили на роботу і назад, і працювали на фабриках долини Візе. 

## З 2000-х року

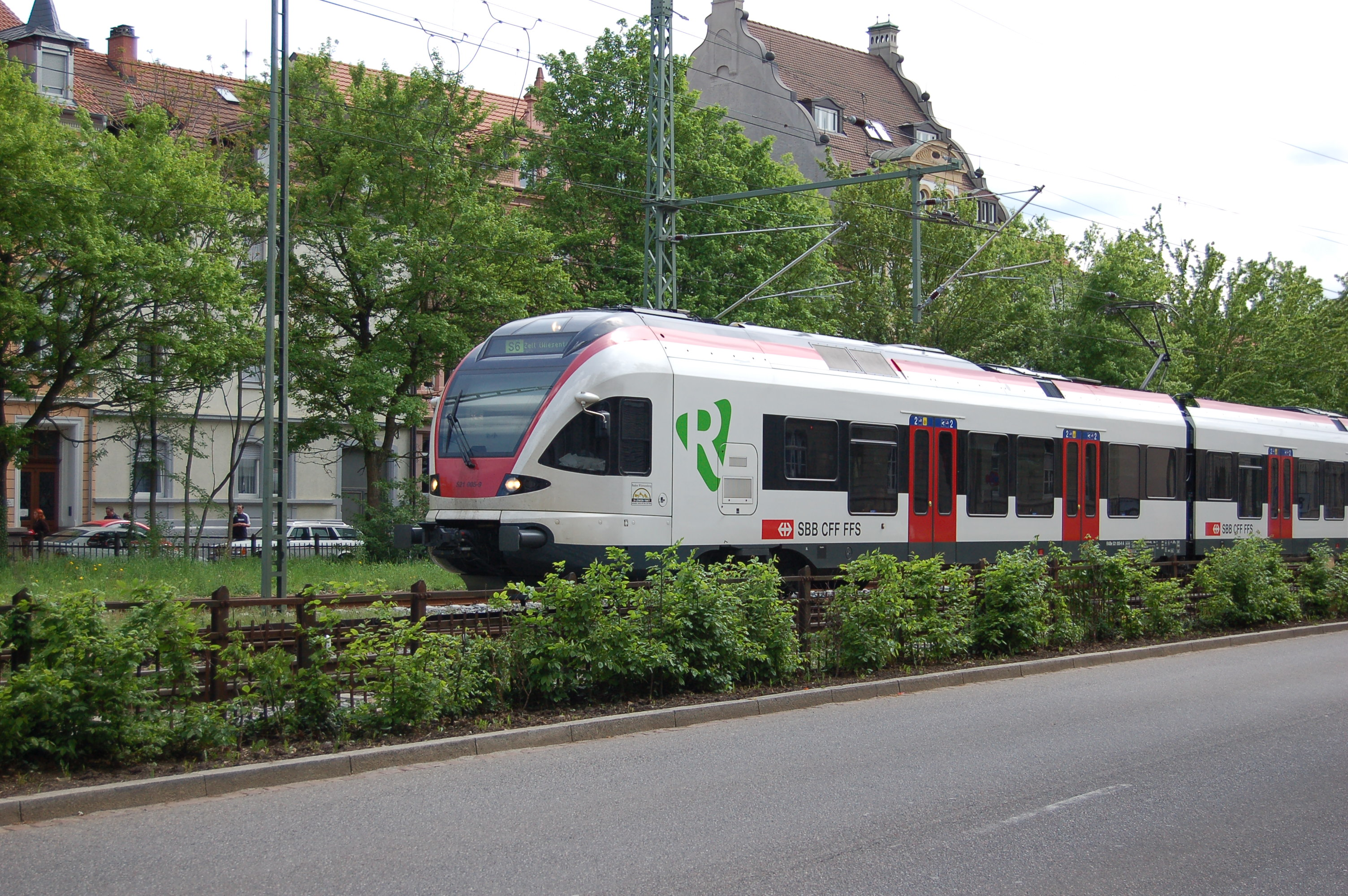
A Flirt в Леррах

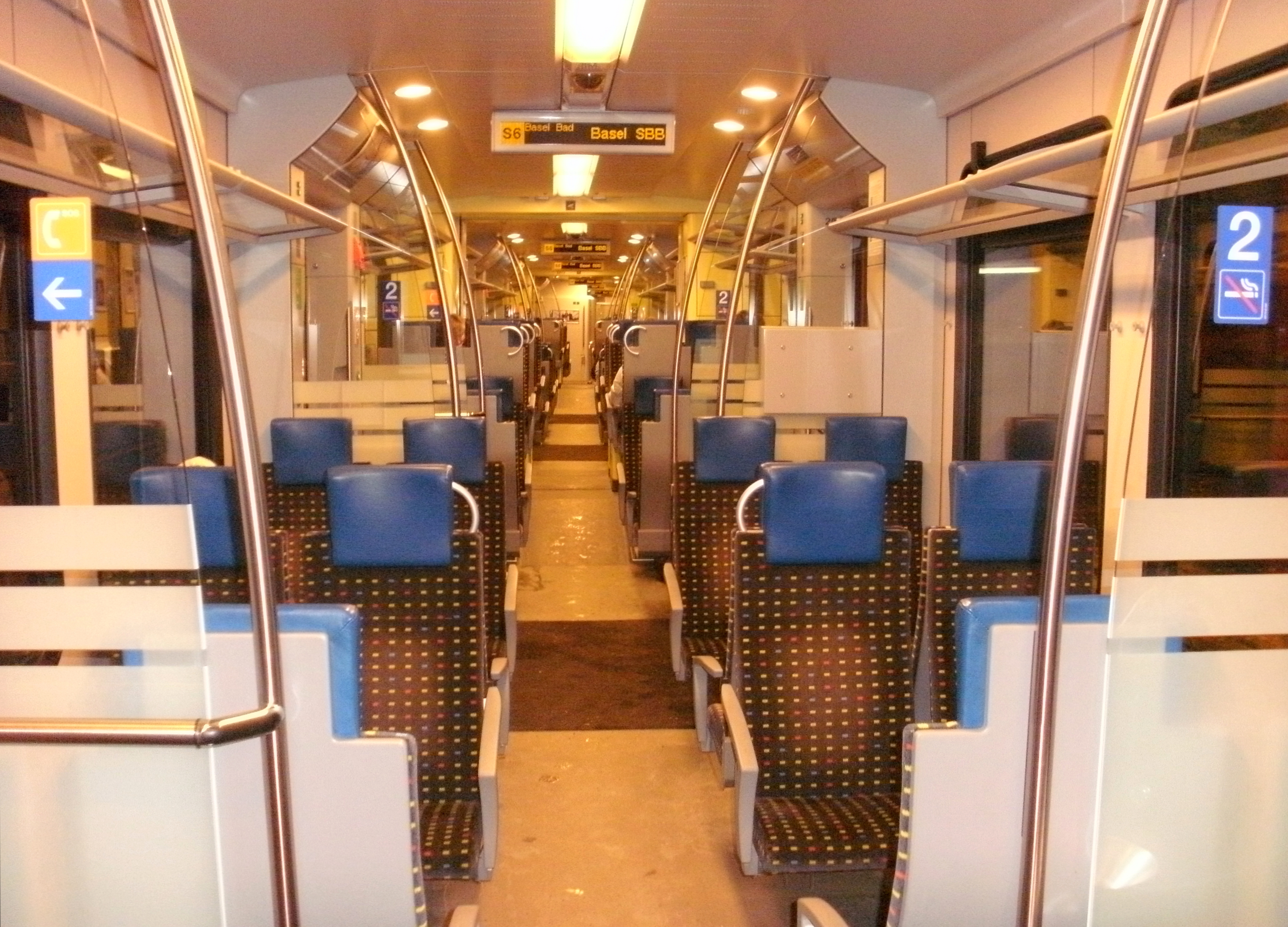
Інтер'єр Flirt на Візентальбані

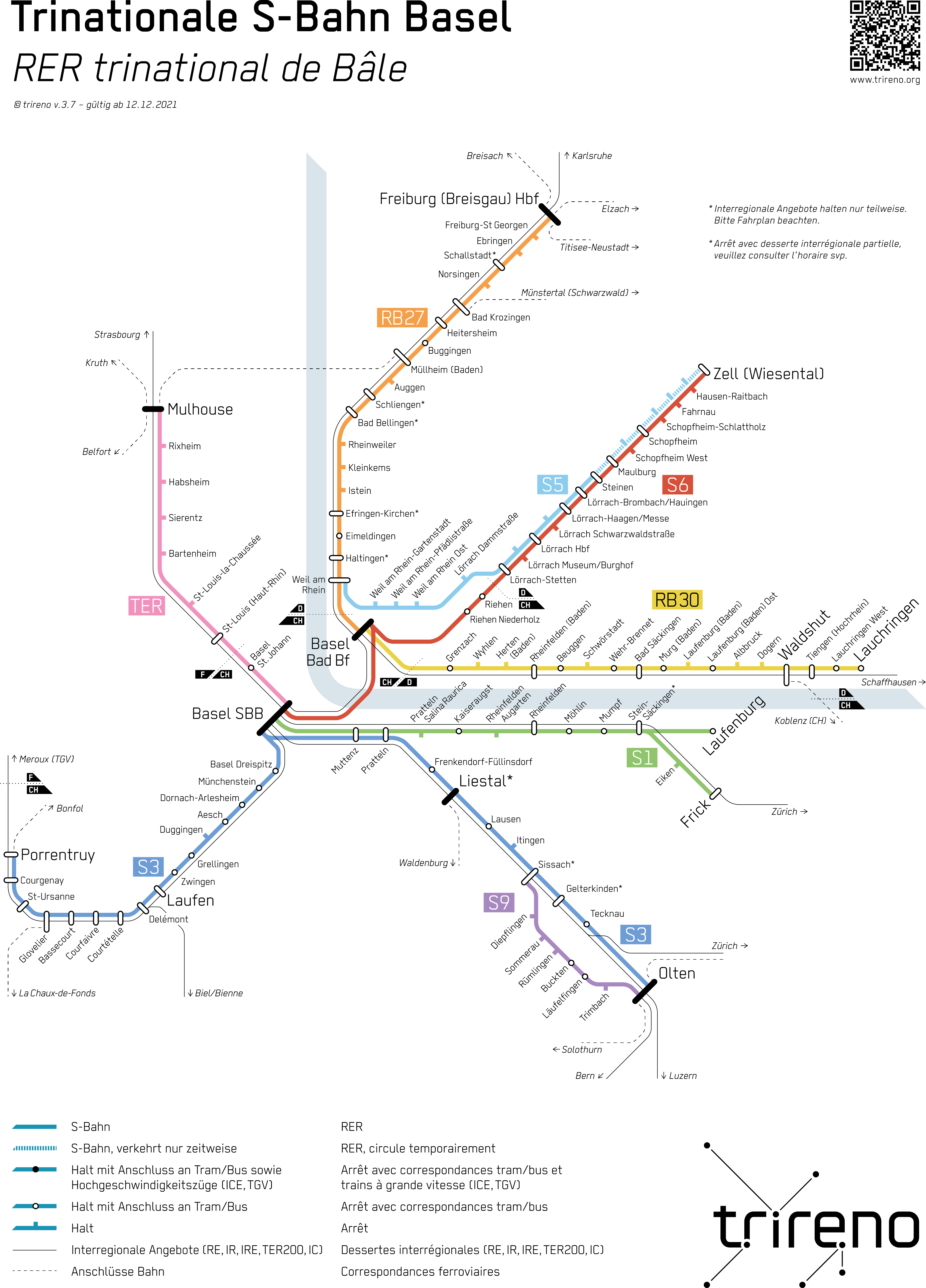
Візентальбан в мережі Basel S-Bahn

Місцеві залізничні пасажирські перевезення здійснюються з 15 червня 2003 року SBB GmbH, німецькою дочірньою компанією з пасажирських перевезень Швейцарських федеральних залізниць (SBB). 
У 2003-05 рр. проведені масштабні заходи з модернізації; за винятком залишкового вантажного трафіку та автопотягів до Лерраха, трафік дедалі більше змінювався на чистий маршрут S-Bahn без вантажного трафіку. 
Пасажирські перевезення Візентальбану з тих пір були інтегровані в мережу S-Bahn Базеля як S6. 
Візентальбан також обслуговується S5 на дільниці Леррах — Штеттен — Шопфгайм. 

Влітку 2004 року дільницю від Леррах — Штеттен до Гаагена було розширено до двох колій, щоб мати можливість продовжити S5, залізницею Вайль-ам-Рейн — Леррах (Гартенбан), до Штайнена. 
Модернізація станцій передбачала створення платформи висотою 55 см і довжиною 150 м (подвійна довжина поїзда RABe 521). 
Без будь-якого значного вантажного трафіку, подібно до Шопфгайму, залізничні колії в Лерраху, які тепер були зайвими, демонтовано (включно з коліями 4 і 5 та платформою на станції Леррах-Головний, колію 2 на станції Маульбург). 
Створено нову місцеву електронну сигнальну систему, яка контролює весь маршрут Візентальбану (до державного кордону) і Гартенбану (до середини Тюллінгерського тунелю) від Лерраху. 
Більшість нововведень завершено і введено в експлуатацію до кінця 2004 року.
Зі зміною розкладу на 2004/2005 рр. у грудні 2004 р. на дільниці Леррах-Штеттен — Штайнен (з S5/S6) інтервал був 15 хвилин вдень. 
Також запрацювала станція Леррах-Шиллерштрассе.
Потяги Stadler Flirt (серія SBB RABe 521) використовувалися на маршруті з осені 2005 року, а в березні 2006 року вони нарешті замінили потяги SBB RBDe 560 NPZ, які були модифіковані як тимчасове рішення для використання в Німеччині.
Пристанки Шопфгайм-Західний і Леррах-Шиллерштрассе відкрито 9 грудня 2007 року, Ріен-Нідергольц – 14 грудня 2008 року.
Зі зміною розкладу 2009/2010 — 13 грудня 2009 року змінено назви станцій: Шиллерштрассе на Леррах-Музойм/Бурггоф , Леррах на Леррах-Головний, Гаген/Баден на Леррах-Гаген/Мессе та Бромбах-б.-Леррах на Леррах-Бромбах/Гойїнген. 

Взимку 2020 року дільницю між Базель-Бадішер та Ріен повністю оновлено.
Головним вокзалом Лерраха щодня користуються близько 3500 пасажирів, що робить його найзавантаженішим у Візенталі (станом на 2009 рік). 

Після зміни розкладу в грудні 2017 року відкрито новий пристанок Шопфгайм-Шлаттгольц. 
Витрати на будівництво та планування платформи довжиною 150 м склали 1,44 мільйона євро, з яких місто Шопфгайм внесло 844 223 євро. 

Три додаткові пристанки мають бути побудовані в Лерраху та Маульбурзі, якщо вдасться реалізувати проект.
Безкоштовний проїзд для маломобільних осіб доступний на короткій дільниці Леррах-Штеттен — Базель. 
 
Усі поїзди безбар'єрні. 